# Heartland (film, 2017)
Pour les articles homonymes, voir Heartland.
Pour plus de détails, voir Fiche technique et Distribution.
Heartland est un film américain réalisé par Maura Anderson, sorti en 2017.

## Synopsis
Confrontée à une mort récente, une jeune artiste trouve du réconfort auprès de la petite amie de son frère.

## Fiche technique
- Titre original : Heartland
- Réalisation : Maura Anderson
- Scénario : Velinda Godfrey, Todd Waring
- Direction artistique :
- Décors :
- Costumes :
- Photographie :
- Montage :
- Musique :
- Production :
- Sociétés de production : Heartland Films
- Sociétés de distribution :
- Pays d’origine :  États-Unis
- Langue originale : anglais américain
- Lieux de tournage :
- Format : Couleurs
- Genre : Drame, romance saphique
- Durée : 98 minutes (1 h 38)
- Dates de sortie :
  -  Canada : 27 janvier 2017 (Reelout Queer Film Festival)

## Distribution
- Laura Spencer : Carrie
- Eve Gordon : Sherri
- Beth Grant : Crystal
- Steve Agee : JD
- Todd Waring (en) : le prédicateur
- Mark Adam Goff : Carl
- Rachel Paulson : Mandy
- Velinda Godfrey : Lauren
- Melanie Haynes : Gail
- Cooper Rowe : Kenny
- Jay Dee : l'ami de l'église
- Ginger Gilmartin  : Melissa
- Robin McGee : Pastor
- Wilson Navas : Craig
- James Nashert Jr. : Drunk Kid 2